# Jabkenice
Jabkenice (en allemand : Jabkenitz) est une commune du district de Mladá Boleslav, dans la région de Bohême-Centrale, en République tchèque. Sa population s'élevait à 442 habitants en 2020.

## Géographie
Jabkenice se trouve à 13 km au sud-est de Mladá Boleslav, à 16 km au nord de Nymburk et à 50 km au nord-est de Prague.
La commune est limitée par Pěčice au nord, par Seletice à l'est, par Mcely au sud-ouest, par Loučeň au sud, et par Chudíř, Charvatce et Kosořice à l'ouest.

## Histoire
La première mention écrite de la localité date de 1352.
Dans les dernières années de sa vie, malade, le compositeur tchèque Bedřich Smetana y vécut.

## Transports
Par la route, Jabkenice se trouve à 22 km de Mladá Boleslav, à 17 km au nord de Nymburk et à 59 km au nord-est de Prague